# La Neuville-en-Beine
La Neuville-en-Beine település Franciaországban, Aisne megyében. Lakosainak száma 191 fő (2022. január 1.). La Neuville-en-Beine Annois, Beaumont-en-Beine, Cugny, Flavy-le-Martel, Ugny-le-Gay és Villequier-Aumont községekkel határos.

## Népesség
A település népességének változása:
| Lakosok száma | 108  | 123  | 148  | 164  | 199  | 206  | 197  | 193  | 188  | 191  |
|               | 1968 | 1982 | 1990 | 2006 | 2013 | 2015 | 2017 | 2019 | 2020 | 2022 |